# John Robert Lewis
John Robert Lewis (Troy (Alabama), 21 februari 1940 – Atlanta (Georgia), 17 juli 2020) was een Amerikaans mensenrechtenactivist en politicus. Hij was van 1987 tot aan zijn dood lid van het Huis van Afgevaardigden voor de Democratische Partij.
In de jaren zestig had hij een leidende rol in de burgerrechtenbeweging van Martin Luther King en voerde een geweldloze  strijd tegen rassenscheiding.

## Levensloop
Lewis werd geboren in een gezin van deelpachtende katoenboeren. Het was een tijd waarin zwarte Amerikanen gebukt gingen onder racisme en een rassenscheiding in alle overheidsdiensten, inclusief onderwijs en openbaar vervoer. Intimidatie en systematische discriminatie zorgden ervoor dat zwarte burgers werden weerhouden te gaan stemmen.
Zijn roeping was als tiener om priester te worden en af en toe hield hij al diensten in lokale kerken. Hij luisterde geregeld naar een radioprogramma met gospelmuziek dat gepresenteerd werd door Martin Luther King. King was een groot voorbeeld voor hem, vanwege zijn achtergrond, intelligentie, wijze van articuleren, overeenkomstige achtergrond en het streven naar een wereld zonder rassenscheiding.

### Burgerrechten en studie

#### Jeugd
Op zijn 15e hoorde hij van de succesvolle Montgomery-busboycot in Alabama die was georganiseerd door Martin Luther King, Ralph Abernathy en Rosa Parks. Er was meer dan interesse gewekt bij de jonge Lewis, want het inspireerde hem ook actief betrokken te willen zijn bij de Afro-Amerikaanse burgerrechtenbeweging. Hoe hij die rol precies zou invullen, wist hij nog niet. Maar gezien King en Abernathy beiden een weg naar sociale actie vonden in hun geloof, besloot Lewis diezelfde weg te kiezen.
Hij vertrok daarom naar Nashville voor een studie aan de theologische hogeschool American Baptist Theological Seminary en vervolgde zijn studie later aan de Fisk-universiteit waar hij zijn bachelorgraad behaalde. Aanvankelijk hield hij zich tijdens zijn studie nog afzijdig van een actieve deelname aan de burgerrechtenbeweging, omdat zijn ouders vreesden voor zijn leven.
Zijn bezieling leidde er desondanks wel toe dat hij alvast systematisch onderzoek deed naar de technieken en filosofie van geweldloosheid. Hierdoor was hij later ook in staat de andere deelnemers grondig voor te bereiden op de acties.

#### Betrokkenheid bij de geweldloze acties

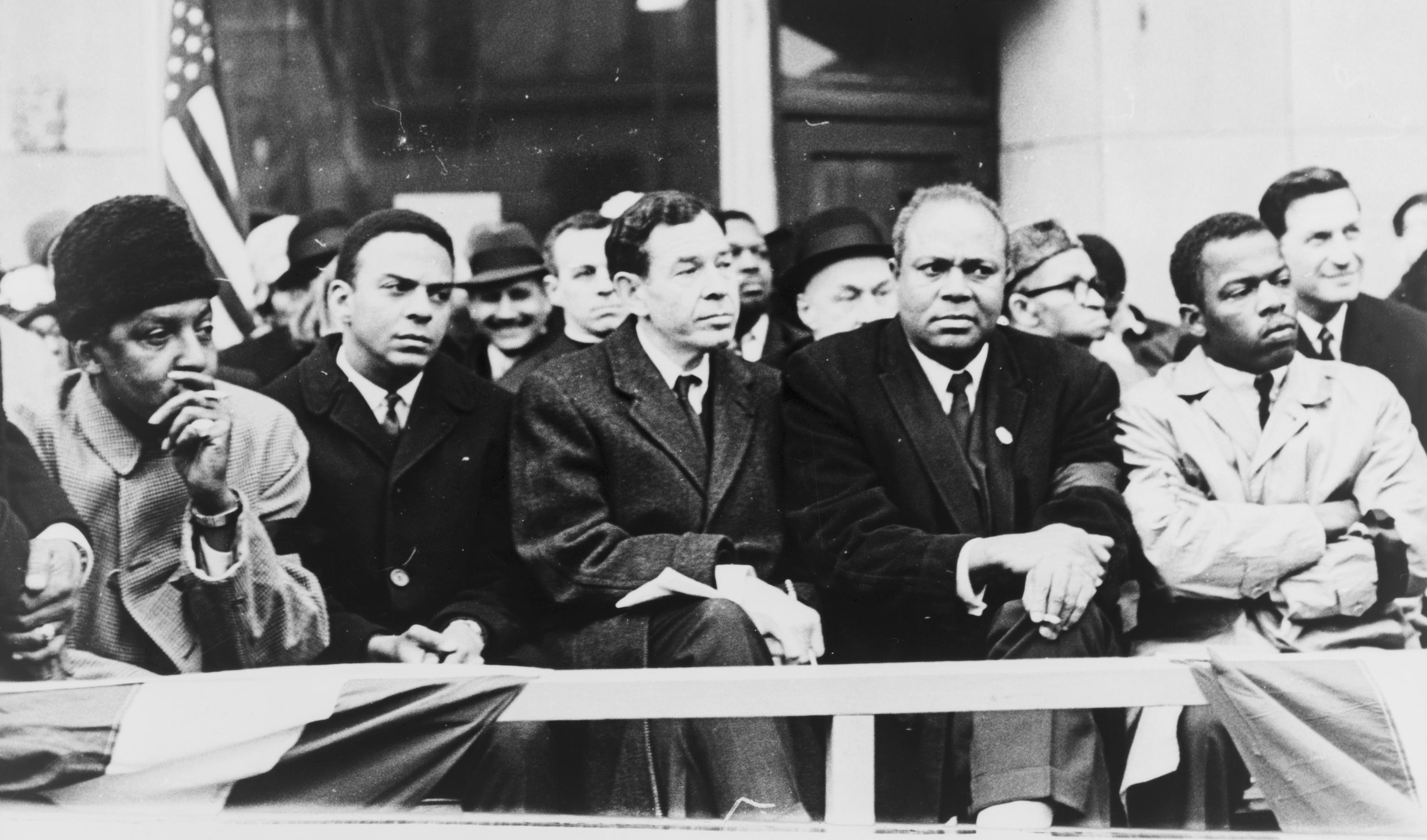
Rustin, Young, Ryan, Farmer en Lewis

Er kwam een verandering toen vier zwarte studenten in Greensboro in het voor blanken bestemde gedeelte van de lunchroom van Woolworths gingen zitten, en weigerden ergens anders te gaan zitten. De actie werd landelijk nieuws en zette honderden Afro-Amerikanen ertoe dezelfde actie uit te voeren. Ze brachten niemand letsel toe en vernielden niets. Voor de studenten was een arrestatie dan ook zeer welkom, want het was goed voor veel publiciteit. Vaak werd er daarbij afgezien van een aangifte bij de politie.
Lewis besloot ook mee te doen aan sit-ins in lunchrooms in Nashville en al snel achter elkaar werd hij viermaal opgepakt. Hier zou het echter niet bij blijven. In de vier jaar die het nog duurde voordat de Civil Rights Act van 1964 werd aangenomen in het federale parlement, werd hij nog vele malen opgepakt en vaak geslagen. Tijdens de protestmars van Selma naar Montgomery in maart 1965 liep hij een schedelbreuk op door toedoen van een woedende groep blanken. Deze mars wordt ook wel herinnerd als de Bloody Sunday in de Amerikaanse geschiedenis.
Door de spontaniteit van de acties was er geen organisatie. Ella Baker, de leider van de Southern Christian Leadership Conference (SCLC, de regionale organisatie van King), hielp de jongeren daarom een eigen organisatie op te zetten. Samen met 200 studenten was Lewis in april 1960 op de universiteit van Raleigh in North Carolina getuige van de oprichting van de Student Nonviolent Coordinating Committee (SNCC). Marion Barry werd als eerste voorzitter van de beweging gekozen.

#### Freedom rides
Nadat het Amerikaanse hooggerechtshof rassenscheiding op alle bussen in de VS als illegaal veroordeelde, werd besloten een zogenoemde freedom ride te organiseren van Washington D.C. naar New Orleans. De groep van zeven zwarten en zes blanken wilde tijdens deze rit alle traditionele vormen van rassenscheiding geweldloos negeren, om zo de rassenscheiding op te heffen in de zuidelijke staten van de VS. De busreis, waaraan ook Lewis meereed, werd hem bijna fataal.
In Anniston sloeg een groep blanken, gewapend met metalen pijpen, honkbalknuppels en kettingen, beestachtig op de bus in en sloegen de banden lek, zodat hij niet verder kon rijden. De deelnemers bleven op dat moment nog rustig zitten zoals ze zich de reis hadden voorgenomen. Totdat een blanke een brandende bundel met vodden door een gebroken ruit naar binnen wierp, waardoor er brand ontstond met daarbij een sterke rookontwikkeling. De voordeur van de bus werd dichtgehouden door enkele aanvallers die riepen: Burn them alive. Zou toen geen brandstoftank zijn ontploft, waardoor de aanvallende groep angstig een grote afstand opzocht, gaat men ervan uit dat de inzittenden toen in bus zouden zijn gestikt.

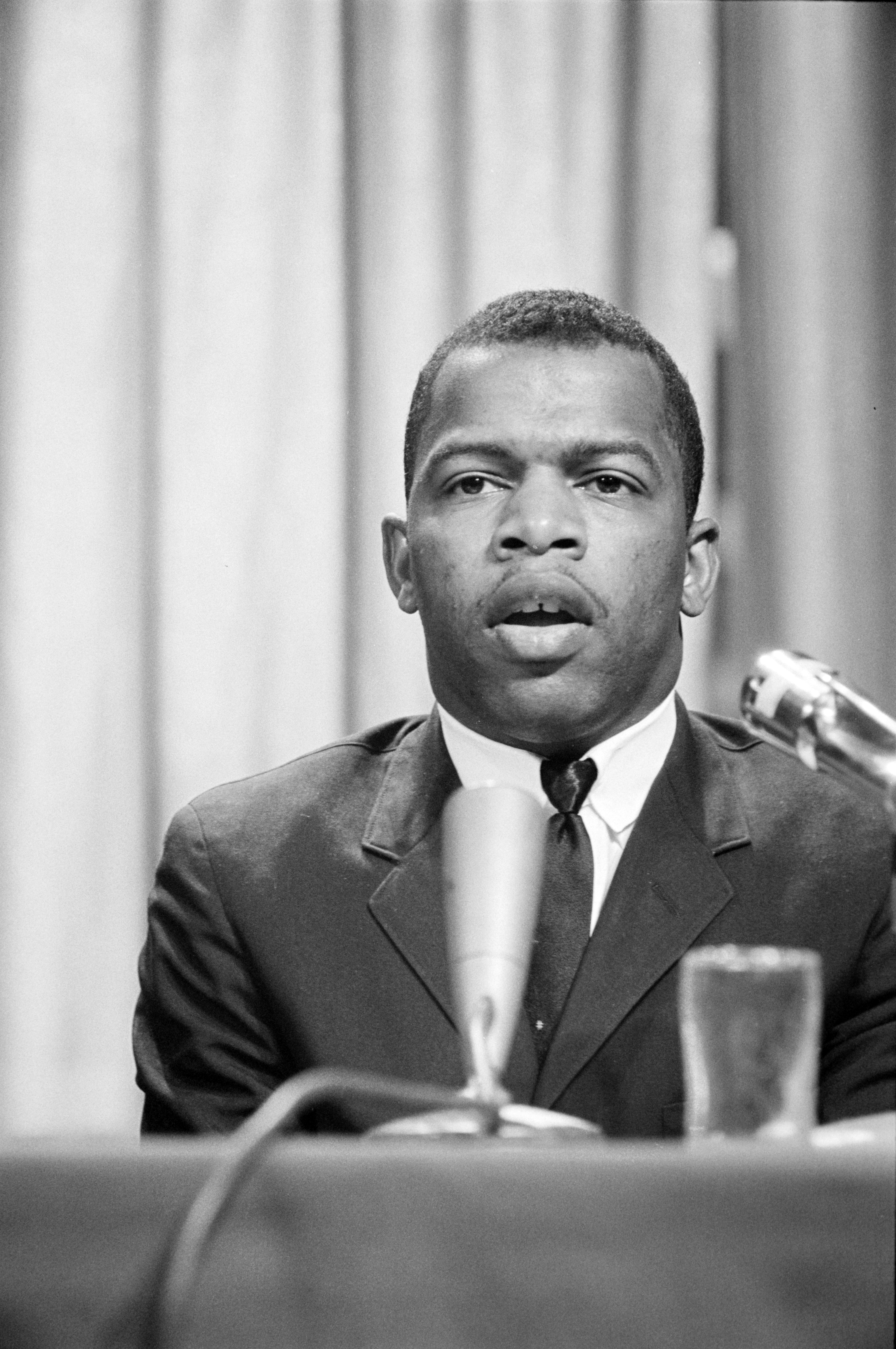
Lewis in 1964

Verschillende deelnemers haakten na dit incident af. Later, in 1994 als afgevaardigde voor Georgia in het Amerikaanse Congres, was Lewis in Ghana waar hij een voordracht gaf aan Afrikaanse leiders over burgerrechten. In deze speech zei hij: "Geef niet op, geef niet af en lever niet in. We moeten volhouden en niet verloren gaan in een zee van wanhoop." Zo ook nu wilde Lewis doorgaan met zijn geweldloze acties voor gelijke burgerrechten.

#### Voorzitterschap SNCC

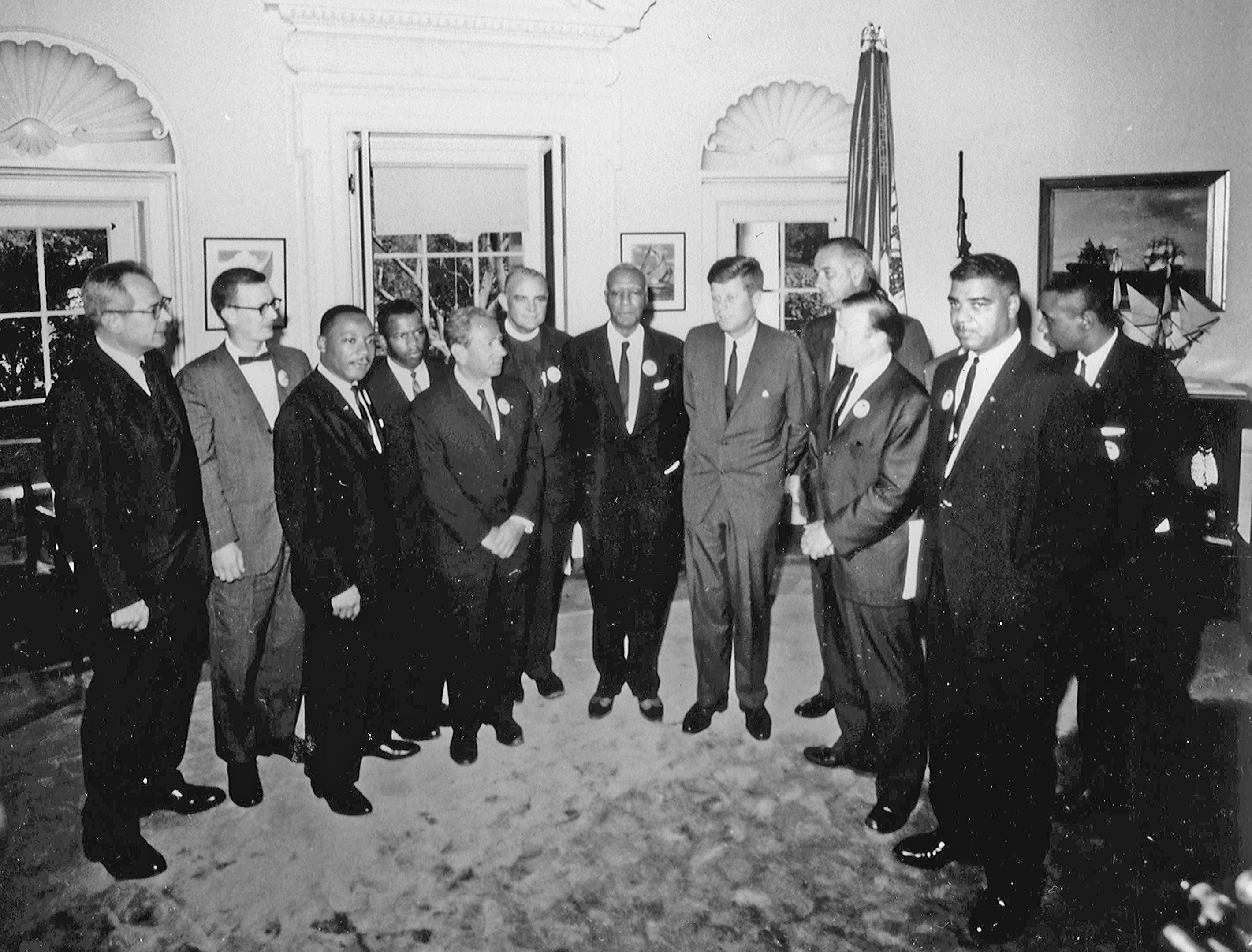
Ontmoeting van president John F. Kennedy met de leiders van de Mars naar Washington op 28 augustus 1963, onder wie Lewis

In 1963 werd hij unaniem gekozen tot voorzitter van de SNCC. Hij organiseerde onder meer marsen tegen rassengescheiden bioscopen in Nashville, waarbij hij opnieuw geslagen werd en opgepakt. Ook deed hij mee aan de Mars naar Washington waar na afloop Martin Luther King zijn beroemde speech I Have a Dream hield. Tijdens zijn voorzitterschap bleef hij volharden in het voeren van een geweldloze strijd. In 1966 moest hij echter zijn voorzitterschap afstaan aan Stokely Carmichael die de meer agressieve strategie van Black Power voorstond.
In 1976 schreef Alice Walker Meridian. Haar roman, die gaat over de strijd voor gelijke behandeling van de burgerrechtenbeweging, droeg ze op aan Lewis. In 1999 wijdde David Halberstam een historisch werk aan de beweging, The Children, waarin Lewis wordt afgebeeld als een van de helden uit die tijd.

#### Grassrootsprojecten en instap in de politiek
Vanaf 1970 was hij directeur van het Voter Education Project (VEP), waarmee hij op grassrootsniveau stemmen wierf voor de Democratische Partij door zwarte jongeren in de zuidelijke staten te onderwijzen. In 1977 werd hij door president Jimmy Carter benoemd tot directeur voor ACTION, een federaal agentschap dat toezicht houdt op economische herstelprogramma's op samenlevingsniveau.
Om meer zeggenschap te krijgen over kwesties die onder de bevolking leven, wilde hij meer politieke zeggenschap en lukte het hem om in 1982 verkozen te worden tot de gemeenteraad van Atlanta. Hier bouwde hij een reputatie op van iemand die oog en oor heeft voor de behoeften van de Afro-Amerikaanse armen, ouderen en arbeiders.

### Congreslid

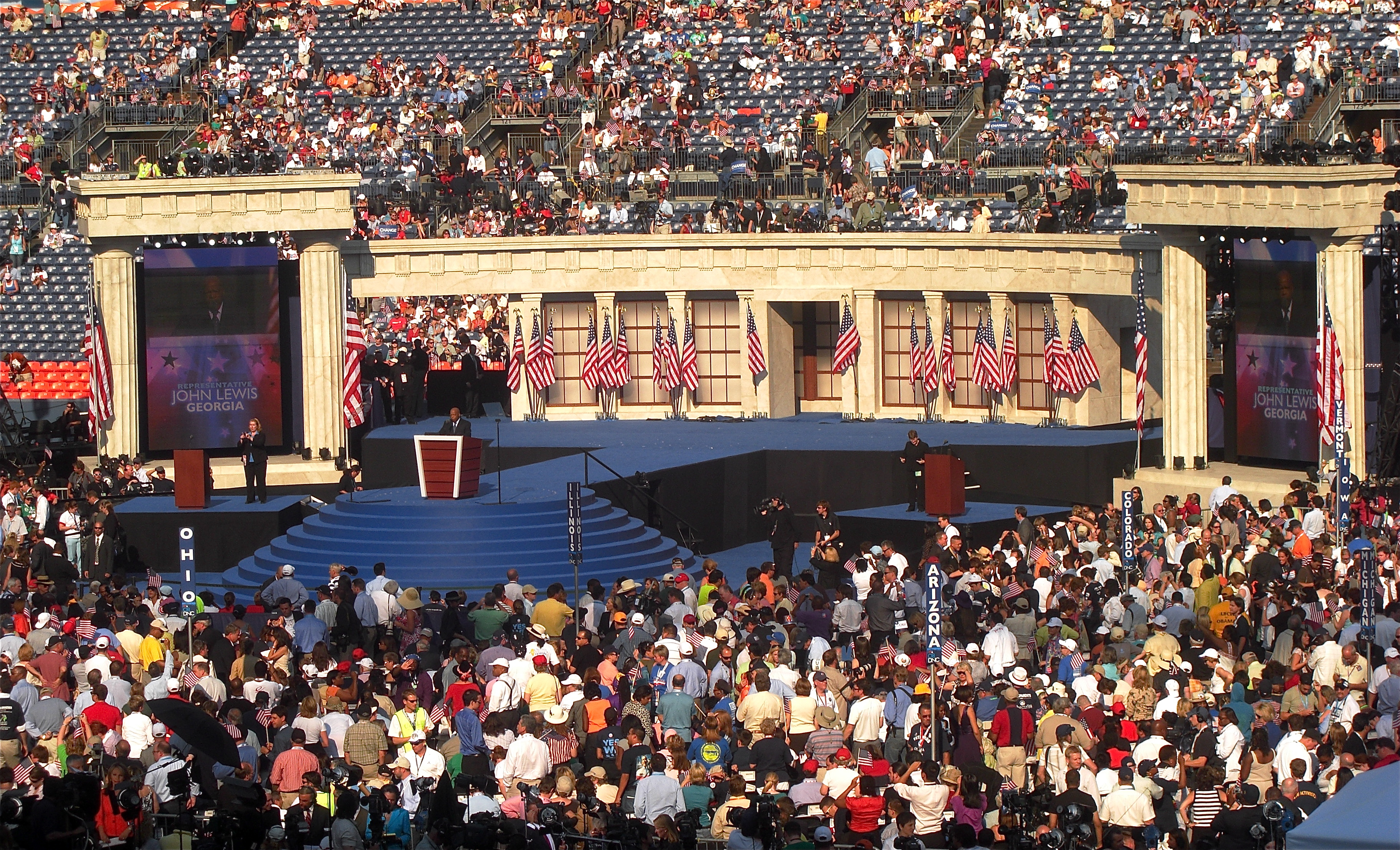
Toespraak van Lewis tijdens de Democratische Nationale Conventie in 2008

Vier jaar later kandideerde hij zich als afgevaardigde van Georgia voor het Huis van Afgevaardigden, een race die hij na een felle verkiezingsstrijd won van zijn voormalige SNCC-collega Julian Bond. Sinds 3 januari 1987 bekleedde hij deze functie en was hij elke termijn opnieuw met een meerderheid van stemmen van ten minste 69% herkozen. In 1991 werd Lewis een van de drie chief deputy whips, ofwel een belangrijke assistent van de whip. Hij verwierf daarmee een van de meer invloedrijke posities in het Huis.
In het Amerikaanse Congres bleef Lewis volharden in zijn strijd voor de burgerrechten en is hij zijn ideologie blijven herhalen dat een besef van een gedeeld doel een basismoraal dient te zijn voor zowel zwart als blank. Er zijn echter critici die hem verwijten dat het hem niettemin zou ontberen aan effectieve strategieën om zijn woorden om te zetten in resultaten. Naast zijn rol als parlementslid, heeft hij een gedeelde functie als voorzitter van het Faith and Politics Institute.
Als congreslid werd hij naar zijn mening gezien als een off the charts liberal, omdat hij geregeld weigerde de weg van de meerderheid te kiezen.

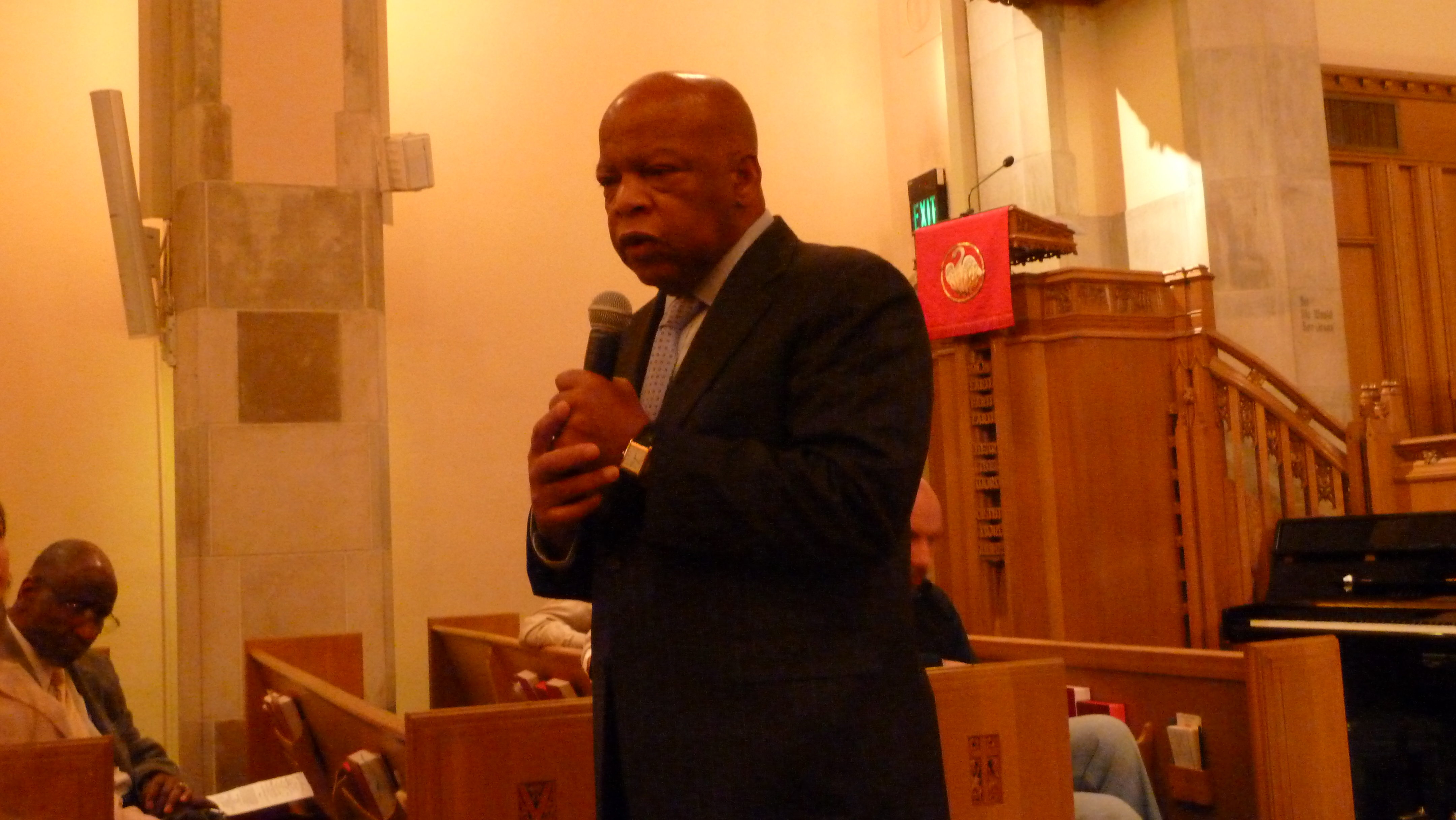
Lewis op de verjaardagskerkdienst van Martin Luther King, 2011

The Washington Post omschreef hem in 1998 zowel als een verwoed aanhanger van de Democraten als een verwoede onafhankelijke. Zo stemde hij tegen het voeren van de Golfoorlog van 1990-1991 die leidde tot de bevrijding van Koeweit, sprak hij zich uit voor homorechten en hielp hij mee een meerderheid uit de twee partijen samen te stellen om te voorkomen dat positieve discriminatie afgeschaft zou worden. Verder stemde hij tegen de plannen van president Bill Clinton over de Noord-Amerikaanse Vrijhandelsovereenkomst en de hervorming van de welvaart.
In 1996 bracht zijn kritiek op de voorzitter van het Huis, Newt Gingrich, hem in het middelpunt van een controverse. Volgens de Associated Press was hij de eerste belangrijke afgevaardigde in het Huis die aanstuurde op een serieuze poging om president George W. Bush afgezet te krijgen.

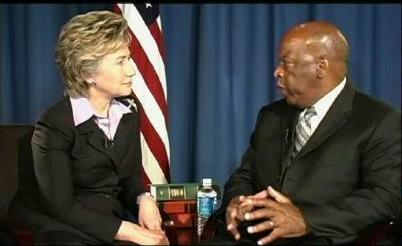
Hillary Clinton en Lewis

In 2008 was Lewis aanvankelijk een voorstander van het kandidaatschap van Hillary Clinton voor de presidentsverkiezingen. Zijn switch naar het kamp van Barack Obama wordt gezien als een belangrijke wending in deze voorverkiezingen.
In 2009 bracht Lewis een bezoek aan Soedan. Samen met drie andere afgevaardigden hield hij buiten de Amerikaanse ambassade een protest tegen de belemmering van hulp aan vluchtelingen voor het conflict in Darfur. Voor dit vergrijp werd hij korte tijd vastgehouden.
Jarenlang is hij een groot voorstander geweest van de hervorming van de gezondheidswet, die niet elke Amerikaan verzekerde van de eerste basishulp. Hierin ondervonden de Democraten in 2010 keiharde tegenstand van de Republikeinen en ook Lewis kon tijdens de felle debatten rekenen op fluitconcerten aangedikt met schuttingtaal van Republikeinen. Uiteindelijk werd de Patient Protection and Affordable Care Act aangenomen met een krappe meerderheid van 220 stemmen voor en 215 tegen.
In 2011 werd Lewis door president Obama onderscheiden met de hoogste Amerikaanse burgeronderscheiding, de Presidential Medal of Freedom.

## Erkenning
Lewis ontving veel onderscheidingen, waaronder een eredoctoraat van de Brown-universiteit, Harvard-universiteit en de School of Law dat onderdeel uitmaakt van de universiteit van Connecticut. Hieronder volgt een selectie van overige onderscheidingen:
- 1999: Wallenberg Medal van de universiteit van Michigan
- 1999: Four Freedoms Award in de categorie vrijheid van meningsuiting
- 2002: Spingarn Medal van de National Association for the Advancement of Colored People
- 2007: Dole Leadership Prize van de universiteit van Kansas
- 2010: Lyndon Baines Johnson Liberty and Justice for All Award
- 2011: Presidential Medal of Freedom
- 2011?: Martin Luther King, Jr. Memorial Award

- Bibsys: 14013935
- Bibliothèque nationale de France: cb138023081 (data)
- Catàleg d'autoritats de noms i títols de Catalunya: 981058613636206706
- Gemeinsame Normdatei: 1043654828
- International Standard Name Identifier: 0000 0001 1458 6629
- Library of Congress Control Number: n87862095
- Nationale Bibliotheek van Letland: 000243860
- National Archives and Records Administration: 10572555
- Nationale Bibliotheek van Tsjechië: mzk2005289716
- Nationale Bibliotheek van Israël: 987008115772605171
- Nationale en Universitaire bibliotheek Zagreb: 000015955
- Nederlandse Thesaurus van Auteursnamen: 127737863
- Réseau des bibliothèques de Suisse occidentale: 02-A012455839
- SNAC: w6nz8djj
- Système universitaire de documentation: 138982805
- Biographical Directory of the United States Congress: L000287
- Virtual International Authority File: 164971276
- WorldCat: E39PBJv8DXFVfgJ49VJcyQMpT3